# ОШ „Иво Лола Рибар” Велико Градиште
ОШ „Иво Лола Рибар” у Великом Градишту, средишту општине Велико Градиште, државна је установа основног образовања.
Данашњи назив, школа носи од школске 1956/57. године, по народном хероју Иви Лоли Рибару.
Настава се одвија у две смене. Поред матичне школе, постоји још 10 издвојених одељења и једно специјализовано одељење за децу ометену у развоју.
Школа поседује савремено опремљене учионице и кабинете, библиотеку, зубну амбуланту...